# Sun Mingjing
Sun Mingjing (Nanchino, 31 ottobre 1911 – Pechino, 16 novembre 1992) è stato un regista cinese.
I film di Sun Mingjing testimoniano l'evoluzione degli scenari politici economici, sociali e culturali degli anni trenta e quaranta. Sono suoi il  primo film a colori cinese e il primo film sonoro e a colori Minzhu xianfeng (1946, titolo internazionale Frontline of Democracy). L'importanza di Sun si lega anche alla fondazione del primo programma accademico e della prima rivista cinese sul cinema.

## Biografia
Sun Mingjing nasce nel 1911, proveniente da una famiglia religiosa riceve un'educazione cristiana. Sun crescendo si immerge in una serie di corsi scientifici e umanistici, si avvicina molto presto alla fotografia e al cinema, grazie al padre con cui condivise la passione per ogni lavoro sull'immagine. Esponente dell'élite intellettuale mostrò un'inclinazione populista, ritenendo che l'individuo dovesse portare a compimento i propri obblighi sociali e che le élite al potere avessero il dovere di educare le masse acculturate. All'epoca non esisteva ancora la laurea in Cinema, così Chen Yuguang (vecchio amico del padre di Sun e presidente dell'Università Normale di Pechino) incoraggiò Sun a studiare Scienza e Tecnologia (materie legate al cinema). Si laureò nel 1934 in Fisica, Chimica e Ingegneria elettronica; subito dopo la laurea divenne assistente del direttore del Dipartimento in Scienza e Ingegneria.
Nel 1936 divenne vicedirettore del primo Dipartimento di Cinematografia didattica. In questo luogo Sun ebbe modo di seguire tutti gli aspetti della produzione dei film, lavorando come: operatore cinematografico, regista, montatore e voce narrante (talvolta).
Tra i film didattici più importanti ricordiamo Rishi (1936, titolo internazionale Solar Eclipse) che rappresenta il primo film a colori cinese. Tra il 1940 e il 1941 Sun fa un viaggio negli Stati Uniti e viene particolarmente affascinato dagli sviluppi tecnologici della produzione documentaria. Durante il periodo nel Dipartimento, Sun diresse la lavorazione di 119 film documentari e tradusse in cinese 99 documentari americani a carattere didattico. Sun interruppe la propria attività nel 1948.
Dopo poco viene fondata la Repubblica Popolare da cui fu etichettato come "elemento di destra" così la sua vita e la sua carriera precipitarono.

## Filmografia
- Suzhou fengguang (1934)
- Rishi (1936)
- Xiangchun jianse (1937)
- Xikang (1939)
- Minzhu xianfeng (1946)
- Jiaotong (1947)
- Nanjing (1948)